# Maria Haukaas Mittet
Marija Haukaas Mittet (rođ. Storeng) (Finnses, 3. travnja 1979.) je norveška pjevačica i glumica, koja je s pjesmom "Hold On Be Strong" predstavljala Norvešku na Euroviziji 2008. Završila je na petom mjestu, iza Rusije, Ukrajine, Grčke i Armenije.

## Biografija
Rođena je u Finnsesu, a odrasla je u Senji, u pokrajini Troms. Postala je poznata s jedanaest godina, kada je glumila glavnu ulogu u mjuziklu Eni. Zbog ove njene uloge, Marija i njena obitelj preselili su u Oslo, ali kada je predstava završena vratili su se u Senju. Od tada, glumila je u nekoliko mjuzikala, što u Oslu, što u pokrajini Troms.
Sudjelovala je u emisiji Idol 2004. godine i završila na šestom mjestu. Iste godine, zajedno s ostalim natjecateljima emisije Idol, bila je na turneji po Norveškoj koja se zvala Idol Tour 2004. Sljedeće godine izdala je album "Breathing", koji je postigao veliki uspjeh u Norveškoj. Iste godine bila je na norveškoj turneji, na kojoj je promovirala svoj solo album.

## 2008.
Pjesma "Hold On Be Strong", koju je napisala Mira Kraig, pobijedila je na nacionalnom izboru za predstavnika na Euroviziji. Također je odmah zauzela prvo mjesto norveške top liste. Istoimeni album objavila je 28. travnja 2008.
Sudjelovala je u prvom polufinalu koje je održano 20. svibnja 2008. u Beogradskoj areni. Sa 106 bodova, prošla je u finale 24. svibnja, a nastupala je posljednja, 25. Sa 182 boda, završila je na petom mjestu, iza Rusije, Ukrajine, Grčke i Armenije. Maksimalan broj bodova dobila je od Finske i Švedske.

## 2009.
Godine 2009. je sa švedskom pjevačicom Anom Salen pjevala na Melodifestivalenu 2009., nacionalnom izboru za predstavnika Švedske na Euroviziji 2009. u Moskvi, s pjesmom "Killing me tenderly" autora Amira Alua, Henrika Vikstrema i Tobea Petersena.

## Filmske uloge
- 1991. – 1992.: Eni u mjuziklu Eni
- 1995. – 1996.: Dorothy u mjuziklu Čarobnjak iz Oza
- 2002.: Poseban ABBA-in mjuzikl "Thank You For the Music"
- 2003.: Maybel Washington u mjuziklu Fame
- 2005.: Ofelija u predstavi Hamlet
- 2006. – 2007.: Sheila Franklin u mjuziklu Kosa

## Diskografija

### Albumi
- 2005.: Breathing
- 2008.: Hold On Be Strong

### Singlovi
- 2004.: "Breathing"
- 2005.: "Should've"
- 2006.: "Nobody Knows"
- 2008.: "Hold On Be Strong"